# Погорельцев Валерій Олександрович
Валерій (Валентин) Олександрович Погорельцев (15 липня 1940, Харків,  Українська РСР, СРСР — 4 січня 2011, Москва, Росія) — радянський актор театру і кіно. 

## Біографія
У 1962 році закінчив Вище театральне училище імені М. С. Щепкіна. Працював в Театрі на Таганці, потім в театрі «Співдружність акторів Таганки». 
У кіно запам'ятався глядачам ролями Танкіста у військовій драмі Микити Курихін і Леоніда Менакера «Жайворонок» (1964), художника Бананіто в музичному телевізійному фільмі Тамари Лисиціан «Чарівний голос Джельсоміно» (1977) і гусара Литкіна в телевізійній трагікомедії Ельдара Рязанова «Про бідного гусара замовте слово»(1980). Робота у фільмі «Про бідного гусара замовте слово» була йому особливо дорога.
Багато років Валентин Олександрович працював на радіо і вів передачу про зарубіжної естради, завжди зі знанням справи і зі смаком вибирав композиції для ефіру. 
За спогадами знали його людей, він був щиро люблячим свою справу і повністю йому віддали людиною. Дуже добрим, скоєно простим і відкритою людиною, інтелігентною і глибоко начитаним. Валерій Олександрович все життя любив тварин, в будинку завжди були кішки або собаки.

## Творчість

### Ролі в театрі
Театр на Таганці
- 1964 — «Добра людина з Сезуана» (Б. Брехт, реж. Ю. П. Любимов) — Безробітний
- 1965 — «10 днів, які потрясли світ» (Д. Рід, реж. Ю. П. Любимов) — Офіціант
- 1965 — «Полеглі і живі» (В. Е. Багрицький, реж. Ю. П. Любимов) — Всеволод Багрицький
- 1966 — «Життя Галілея» (Б. Брехт, реж. Ю. П. Любимов) — Андреа Сарті
- 1968 — «Тартюф» (Мольєр, реж. Ю. П. Любимов) — Валер
- 1972 — «Під шкірою статуї Свободи» (Є. О. Євтушенко, реж. Ю. П. Любимов) — Поліцейський
- 1973 — «Товаришу, вір» (реж. Ю. П. Любимов, Л. В. Целіковська) — Пушкін
- 1979 — «Злочин і покарання» (Ф. М. Достоєвський, реж. Ю. П. Любимов) — Лебезятников

### Ролі в кіно
1. 1962 — «У твого порога» — Леонід Чернишов
2. 1963 — «Перший тролейбус» — член молодіжної бригади, (немає в титрах)
3. 1964 — «Дочка Стратіона» — Грицько
4. 1964 — «Жайворонок» — Альоша, молодий танкіст
5. 1964 — «Сторінки першого кохання»
6. 1967 — «Тетянин день» — Верник
7. 1967 — «Тисяча вікон» — Андрій Василенок, студент-геолог
8. 1972 — «Хроніка ночі» — людина зі скрипкою
9. 1974 — «Ходіння по муках» — Олександр Іванович Жиров
10. 1975 — «Ярослав Домбровський» / Jarosław Dąbrowski
11. 1977 — «Чарівний голос Джельсоміно» — художник Бананіто
12. 1980 — «Про бідного гусара замовте слово» — Литкін, гусар
13. 1981 — «Через Гобі і Хінган» / Говь хянганд тулалдсан нь (СРСР, Монголія) — Геннадій Сергійович — «Бородач» (зв'язковий)
14. 1987 — «Загадковий спадкоємець» — Ігор Маслов, художник
15. 1987 — «Забута мелодія для флейти» — керівник народного театру

#### Телеспектаклі
1. 1970 —  Повернення до горизонту
2. 1970 —  Сонце на стіні — Діма